# Xã Lake, Quận Phillips, Arkansas
Xã Lake (tiếng Anh: Lake Township) là một xã thuộc quận Phillips, tiểu bang Arkansas, Hoa Kỳ. Năm 2010, dân số của xã này là 41 người.